# Paspalum remotum
Paspalum remotum är en gräsart som beskrevs av Esprit Alexandre Remy. Paspalum remotum ingår i släktet tvillinghirser, och familjen gräs. Inga underarter finns listade i Catalogue of Life.